# Iperbole (geometria)
In matematica, e in particolare in geometria, l'iperbole (dal greco antico: ὑπερβολή?, hyperbolḗ, "eccesso"), insieme all'ellisse ed alla parabola, è una delle sezioni coniche. 

Grafico di un'iperbole equilatera riferita ai propri asintoti.

## Definizioni
- In geometria proiettiva si definisce come l'intersezione di un cono circolare retto con un piano che taglia il cono in entrambe le sue falde.
- In geometria descrittiva, fissati due ellissi omotetiche {\displaystyle \Delta } e {\displaystyle \Phi } su uno stesso piano e non interne tra loro, l'iperbole si definisce come luogo dei centri delle ellissi omotetiche alle due ellissi date {\displaystyle \Delta } e {\displaystyle \Phi } e in modo che siano tangenti alle stesse {\displaystyle \Delta } e {\displaystyle \Phi }.

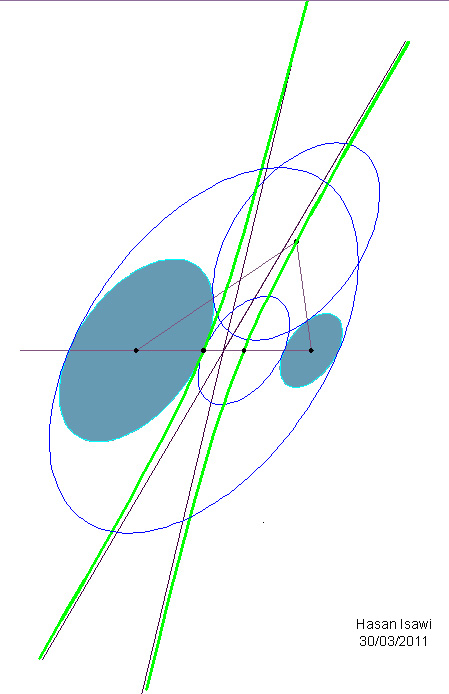
iperbole come luogo dei centri delle ellissi tangenti a due ellissi date

- In geometria euclidea, si definisce come il luogo geometrico dei punti del piano tali per cui è costante la differenza delle distanze da due punti fissi detti fuochi.
- In geometria analitica, un'iperbole è una curva del piano cartesiano definita da un'equazione del tipo

{\displaystyle Ax^{2}+Bxy+Cy^{2}+Dx+Ey+F=0,}
tale che {\displaystyle B^{2}>4AC}, dove tutti i coefficienti sono reali, e dove esiste più di una soluzione che definisce una coppia {\displaystyle (x,y)} di punti dell'iperbole.
L'equazione generale dell'iperbole si specializza e si semplifica in alcuni casi particolari.
Se l'iperbole soddisfa le seguenti condizioni:
- ha gli assi coincidenti con gli assi del piano cartesiano;
- ha il suo centro nell'origine;
- interseca l'asse delle ascisse;

allora la sua equazione è del tipo:
{\displaystyle {\frac {x^{2}}{a^{2}}}-{\frac {y^{2}}{b^{2}}}=1.}
Se invece l'iperbole soddisfa le prime due condizioni sopracitate, ma interseca l'asse delle ordinate, ha un'equazione del tipo:
{\displaystyle {\frac {x^{2}}{a^{2}}}-{\frac {y^{2}}{b^{2}}}=-1.}
In entrambi i casi gli asintoti dell'iperbole hanno equazione {\displaystyle y=\pm {\frac {b}{a}}x}.
Se gli asintoti sono perpendicolari (e quindi, nel caso dell'iperbole avente gli assi coincidenti con gli assi cartesiani, se {\displaystyle a=b}), l'iperbole si dice iperbole equilatera. Se l'iperbole ha asintoti perpendicolari, ma non coincidenti con gli assi, allora essa sarà definita da una funzione omografica. Data un'iperbole equilatera, di asintoti {\displaystyle x=a} e {\displaystyle y=b}, il limite della sua funzione per {\displaystyle x} che tende ad {\displaystyle a} e {\displaystyle y} che tende a {\displaystyle b}, sarà infinito, graficamente cioè, l'iperbole non ha nessun punto di intersezione con i suoi asintoti, se non all'infinito.
Se un'iperbole equilatera viene riferita ai propri asintoti (e cioè se gli asintoti dell'iperbole coincidono con gli assi cartesiani), allora la sua equazione assume una forma molto semplice:
{\displaystyle xy=k.}
Se {\displaystyle k} è diverso da zero, a tale curva è associata la funzione di proporzionalità inversa {\displaystyle y={\frac {k}{x}}}. 
Se {\displaystyle k=0} la curva degenera nell'insieme formato dai due assi cartesiani, individuati dall'equazione {\displaystyle xy=0}.
I vari elementi associati a un'iperbole sono:
- fuochi = due punti fissi da cui tutti i punti dell'iperbole hanno distanze in cui il valore assoluto della differenza è costante;
- vertici = intersezioni del segmento che unisce i fuochi con i due rami dell'iperbole;
- asintoti = due rette che si definiscono "tangenti all'infinito dell'iperbole", ovvero una coppia di rette che interseca l'iperbole in un punto all'infinito.

## Equazioni

### Equazioni cartesiane
Nel riferimento i cui assi coordinati sono paralleli agli assi di simmetria della curva, l'iperbole che interseca l'asse delle {\displaystyle x} e avente centro nel punto {\displaystyle C(x_{c},y_{c})}, ha equazione
{\displaystyle {\frac {\left(x-x_{c}\right)^{2}}{a^{2}}}-{\frac {\left(y-y_{c}\right)^{2}}{b^{2}}}=1.}
Se si applica una rotazione degli assi di 90 gradi, si ottiene l'equazione:
{\displaystyle {\frac {\left(y-y_{c}\right)^{2}}{a^{2}}}-{\frac {\left(x-x_{c}\right)^{2}}{b^{2}}}=1.}
In entrambe le formule {\displaystyle a} è detto semiasse trasverso o semiasse maggiore; è la metà della distanza tra i due rami; {\displaystyle b} è chiamato semiasse non trasverso o semiasse minore. Si noti che, qualora si faccia uso dei secondi nomi, {\displaystyle b} può essere maggiore di {\displaystyle a}; questa incongruenza viene risolta da alcuni testi invertendo le costanti {\displaystyle a} e {\displaystyle b}. In questo caso l'equazione dell'iperbole che interseca l'asse delle ordinate viene scritta come:
{\displaystyle {\frac {\left(x-x_{c}\right)^{2}}{a^{2}}}-{\frac {\left(y-y_{c}\right)^{2}}{b^{2}}}=-1.}
La distanza tra i due fuochi è pari a {\displaystyle 2c} dove:
{\displaystyle c={\sqrt {a^{2}+b^{2}}}.}
L'eccentricità dell'iperbole può essere definita da:
{\displaystyle e={\frac {c}{a}}={\sqrt {\frac {a^{2}+b^{2}}{a^{2}}}}={\sqrt {1+{\frac {b^{2}}{a^{2}}}}}.}

### Tangenti a un'iperbole
I coefficienti angolari delle tangenti a un'iperbole {\displaystyle \Gamma :{\frac {(x-x_{C})^{2}}{a^{2}}}-{\frac {(y-y_{C})^{2}}{b^{2}}}=\pm 1} condotte da un punto {\displaystyle P(x_{P},y_{P})} a essa esterno si ricavano dalla risoluzione della seguente equazione di secondo grado:
{\displaystyle \left(x_{i}^{2}\mp a^{2}\right)m^{2}-2x_{i}y_{i}m+y_{i}^{2}\pm b^{2}=0,}
con {\displaystyle x_{i}=x_{P}-x_{C}} e {\displaystyle y_{i}=y_{P}-y_{C}}.

### Iperbole equilatera riferita agli asintoti
Nel riferimento i cui assi cartesiani coincidono con gli asintoti dell'iperbole equilatera con centro in {\displaystyle (0,0)}, essa ha equazione {\displaystyle xy=k}. Il caso generale, di un'iperbole equilatera con assi di riferimento paralleli agli asintoti dell'iperbole, è descritta da un caso particolare della cosiddetta funzione omografica di equazione {\displaystyle y={\frac {ax+b}{cx+d}}}. Essa ha il centro in {\displaystyle O\left(-{\frac {d}{c}};{\frac {a}{c}}\right)} (centro della funzione omografica). Inoltre gli asintoti di tale curva hanno equazione {\displaystyle x=-{\frac {d}{c}}} (per quanto riguarda l'asintoto verticale) e {\displaystyle y={\frac {a}{c}}} per l'asintoto orizzontale.

### Equazioni polari
{\displaystyle r^{2}=a\sec 2t}
{\displaystyle r^{2}=-a\sec 2t}
{\displaystyle r^{2}=a\csc 2t}
{\displaystyle r^{2}=-a\csc 2t}

### Equazioni parametriche iperboliche
Il ramo destro ha equazioni:
{\displaystyle {\begin{cases}x=a\cosh s\\y=b\sinh s.\end{cases}}}
Il ramo sinistro ha equazioni:
{\displaystyle {\begin{cases}x=-a\cosh s\\y=\ \ \ b\sinh s.\end{cases}}}
In entrambe {\displaystyle s\in (-\infty ,+\infty )} e rappresenta il settore iperbolico.
Queste due parametrizzazioni possono essere ricavate geometricamente nel seguente modo: consideriamo tutte le rette parallele all'asintoto {\displaystyle y=-{\frac {b}{a}}x}, ad esclusione di esso. Ogni retta di questo fascio intersecherà l'altro asintoto in un punto generico di coordinate {\displaystyle (at,bt)}. Tale fascio di rette improprio avrà equazione {\displaystyle y=-{\frac {b}{a}}x+2bt}, con {\displaystyle t\not =0}. Intersecando esso con l'iperbole canonica {\displaystyle {\frac {x^{2}}{a^{2}}}-{\frac {y^{2}}{b^{2}}}=1} si ottiene il punto {\displaystyle \left(a\left(t+{\frac {1}{4t}}\right),b\left(t-{\frac {1}{4t}}\right)\right)}.
Scegliendo {\displaystyle t={\frac {e^{s}}{2}}} otteniamo {\displaystyle (a\cosh s,b\sinh s)}, mentre ponendo {\displaystyle t=-{\frac {e^{-s}}{2}}} si trova la seconda {\displaystyle (-a\cosh s,b\sinh s).}

### Equazione parametrica trigonometrica
Come l'ellisse anche l'iperbole ha funzioni parametriche trigonometriche. Per un punto {\displaystyle P(x,y)} dell'iperbole esse sono:
{\displaystyle {\begin{cases}x=a\sec \alpha \\y=b\tan \alpha \end{cases}}\quad \alpha \in {\Bigl (}-{\frac {\pi }{2}},{\frac {\pi }{2}}{\Bigr )}\cup {\Bigl (}{\frac {\pi }{2}},{\frac {3\pi }{2}}{\Bigr )}.}
Per {\displaystyle \alpha \in {\Bigl (}-{\frac {\pi }{2}},{\frac {\pi }{2}}{\Bigr )}} abbiamo il ramo destro dell'iperbole, mentre per {\displaystyle \alpha \in {\Bigl (}{\frac {\pi }{2}},{\frac {3\pi }{2}}{\Bigr )}} abbiamo quello sinistro.

#### Dimostrazione
{\displaystyle {\begin{cases}x=a\sec \alpha \\y=b\tan \alpha \end{cases}}\Longrightarrow {\begin{cases}x\cos \alpha =a\\y={\dfrac {bx\sin \alpha }{a}}\end{cases}}\Longrightarrow {\begin{cases}bx\cos \alpha =ba\\bx\sin \alpha =ay\end{cases}}}
quadrando e sommando:
{\displaystyle b^{2}x^{2}=b^{2}a^{2}+a^{2}y^{2}\Longrightarrow b^{2}x^{2}-a^{2}y^{2}=a^{2}b^{2},}
dove l'ultima espressione è l'equazione canonica dell'iperbole.
A differenza delle equazioni parametriche iperboliche (che necessitano di due differenti parametrizzazioni per rappresentare entrambi i rami), utilizzando quella trigonometrica basta una sola parametrizzazione per poter disegnare l'intera iperbole.
Gli angoli dell'equazione conica e quella parametrica hanno legame:
{\displaystyle {y \over x}=\tan \beta ={b \over a}\sin \alpha .}

### Equazione generale delle iperboli
L'equazione generale delle iperboli con semiasse maggiore {\displaystyle a} dove i fuochi sono posti in posizione generica nel piano e siano {\displaystyle F_{1}(x_{F_{1}},y_{F_{1}})} ed {\displaystyle F_{2}(x_{F_{2}},y_{F_{2}})} è rappresentata dalla seguente equazione delle coniche:
{\displaystyle Ax^{2}+Bxy+Cy^{2}+Dx+Ey+F=0.}
I parametri sono dati dai seguenti valori:
{\displaystyle A=16a^{2}-4(x_{F_{1}}-x_{F_{2}})^{2}}
{\displaystyle B=-8(x_{F_{1}}-x_{F_{2}})(y_{F_{1}}-y_{F_{2}})}
{\displaystyle C=16a^{2}-4(y_{F_{1}}-y_{F_{2}})^{2}}
{\displaystyle D=4(x_{F_{1}}-x_{F_{2}})(x_{F_{1}}^{2}-x_{F_{2}}^{2}+y_{F_{1}}^{2}-y_{F_{2}}^{2})-16a^{2}(x_{F_{1}}+x_{F_{2}})}
{\displaystyle E=4(y_{F_{1}}-y_{F_{2}})(x_{F_{1}}^{2}-x_{F_{2}}^{2}+y_{F_{1}}^{2}-y_{F_{2}}^{2})-16a^{2}(y_{F_{1}}+y_{F_{2}})}
{\displaystyle F=4(x_{F_{1}}^{2}+y_{F_{1}}^{2})(x_{F_{2}}^{2}+y_{F_{2}}^{2})-(x_{F_{1}}^{2}+x_{F_{2}}^{2}+y_{F_{1}}^{2}+y_{F_{2}}^{2}-4a^{2})^{2}}
Queste equazioni si ricavano dalla definizione metrica dell'iperbole: il luogo geometrico dei punti del piano tale che il valore assoluto della differenza delle distanze da due punti fissi ({\displaystyle F_{1}} e {\displaystyle F_{2}}) è costante e uguale a {\displaystyle 2a}.
{\displaystyle \left|{\sqrt {(x-x_{F_{1}})^{2}+(y-y_{F_{1}})^{2}}}-{\sqrt {(x-x_{F_{2}})^{2}+(y-y_{F_{2}})^{2}}}\right|=2a.}
Dalla precedente equazione si eliminano le due radici con due elevamenti al quadrato e infine si uguagliano i coefficienti a quelli dell'equazione generale delle coniche. In tale definizione, per ottenere effettivamente un'iperbole non degenere bisogna richiedere che {\displaystyle 0<2a<d(F_{1},F_{2})}. Per {\displaystyle a=0} si ottiene l'asse del segmento {\displaystyle F_{1}F_{2}}, mentre per {\displaystyle a=d(F_{1},F_{2})} si individua l'insieme del piano costituito dalla retta passante per {\displaystyle F_{1}F_{2}} meno il segmento privato degli estremi {\displaystyle F_{1}F_{2}}.